# خیابان بوتیک‌های خاموش
خیابان بوتیک‌های خاموش (به فرانسوی: Rue des Boutiques obscures)، رمانی است از پاتریک مودیانو نویسنده و فیلم‌نامه‌نویس فرانسوی که در ۵ سپتامبر ۱۹۷۸ توسط انتشارات گلیمر منتشر شد. این کتاب که ششمین رمان نویسنده است، در همان سال برنده جایزه گنکور شده و در ۱۹۸۰ نیز در انگلستان، توسط بنگاه نشر «Jonathan Cape» با عنوان شخص گم شده و توسط دانیل وایزبورت به انگلیسی برگردانده و چاپ شد.

## شرح کوتاهی از داستان
کتاب روایت زندگی پُر پیچ و خم شخصیتی به نام رولاند است که گذشته‌اش را از یاد برده و در تلاش برای این یادآوری به خاطرات گذشته خود دائماً رجوع می‌کند و در خاطراتش به دوران حمله ارتش نازی به کشورش می‌رسد و زمانی را به یاد می‌آورد که به همراه همسرش قصد عبور غیرقانونی از مرز فرانسه به سمت سوئیس را داشته که برای او بسیار شوم و زجرآور است چرا که توسط دلالان فریب می‌خورد و در میان برف‌های کوهستان آلپ گرفتار می‌شود و … این واقعه مثل یک شوک بزرگ در او اثر می‌کند و به ورطه تاریکی می‌افتد.

## تعدادی از شخصیت‌های مهم داستان
- گای رولاند - شخصیت اصلی داستان که یک کارآگاه خصوصی است و بر اثر یک شوک حافظه خود را از دست داده
- کنستانتین - رئیس آژانس کارآگاهی که رولاند در آنجا مشغول است و در نیس، بازنشسته می‌شود
- پل سوناچیز - نقطه شروع و سرآغاز سفر رولاند
- ژان هروتور - صاحب رستوران و دوست سوناچیز
- آقای استیوپا ژاگرف - یک مهاجر روس
- گی اورلوف - یکی دیگر از مهاجران روس که در گذشته اعتیاد شدید به مواد مخدر داشته

## ترجمه‌های فارسی
· «خ‍ی‍اب‍ان ب‍وت‍ی‍ک‍ه‍ای ت‍اری‍ک»، م‍ت‍رج‍م ف‍روغ اح‍م‍دی، ته‍ران: ت‍رف‍ن‍د؛ چاپ اول ۱۳۸۰؛ چ‍اپ دوم: ۱۳۸۱.
· «خیابان بوتیک‌های خاموش»، مترجم ساسان تبسمی، تهران: افراز؛ چاپ اول ۱۳۸۸. شابک ۹۷۸-۹۶۴-۲۴۳-۰۰۸-۶
· «خیابان بوتیک‌های خاموش»، مترجم مهرداد انتظاری، تهران: آراسپ، ۱۳۹۵. شابک ۹۷۸-۶۰۰-۷۹۸۶-۵۳-۰ (کتاب حاضر از ترجمه انگلیسی (به انگلیسی: Missing person) به فارسی ترجمه شده‌است)